# Kakuto Chojin: Back Alley Brutal
Kakuto Chojin: Back Alley Brutal (titre japonais : 格闘超人 - Kakutō Chōjin: Fighting Super Heroes) est un jeu vidéo de combat sur Xbox, développé par Dream Publishing et édité par Microsoft Game Studios, sorti en Amérique du Nord le 11 novembre 2002 et le 1er janvier 2003 au Japon. Le jeu n'est jamais sorti en Europe.